# Cyprinus
Cyprinus é um gênero de peixes da família Cyprinidae.

## Espécies
- Cyprinus acutidorsalis H. L. Chen & H. Q. Huang, 1977
- Cyprinus barbatus H. L. Chen & H. Q. Huang, 1977
- Cyprinus carpio Linnaeus, 1758
  - Cyprinus carpio carpio Linnaeus, 1758
  - Cyprinus carpio haematopterus E. von Martens, 1876
- Cyprinus chilia H. W. Wu, G. R. Yang, P. Q. Yue & H. J. Huang, 1963
- Cyprinus dai (V. H. Nguyễn & L. H. Doan, 1969)
- Cyprinus daliensis H. L. Chen & H. Q. Huang, 1977
- Cyprinus exophthalmus Đ. Y. Mai, 1978
- Cyprinus fuxianensis Yang et al., 1977
- Cyprinus hieni T. T. Nguyen & A. T. Ho, 2003
- Cyprinus hyperdorsalis V. H. Nguyễn, 1991
- Cyprinus ilishaestomus H. L. Chen & H. Q. Huang, 1977
- Cyprinus intha Annandale, 1918
- Cyprinus longipectoralis H. L. Chen & H. Q. Huang, 1977
- Cyprinus longzhouensis Y. J. Yang & H. Q. Huang, 1977
- Cyprinus megalophthalmus H. W. Wu et al., 1963
- Cyprinus melanes (Đ. Y. Mai, 1978)
- Cyprinus micristius Regan, 1906
- Cyprinus multitaeniata Pellegrin & Chevey, 1936
- Cyprinus pellegrini T. L. Tchang, 1933
- Cyprinus qionghaiensis C. H. Liu, 1981
- Cyprinus quidatensis T. T. Nguyen, V. T. Le, T. B. Le & X. K. Nguyễn, 1999
- Cyprinus rubrofuscus Lacépède, 1803
- †Cyprinus yilongensis Yang et al., 1977
- Cyprinus yunnanensis T. L. Tchang, 1933

### Espécie fóssil
- †Cyprinus priscus von Meyer